# Чагарниця вусата

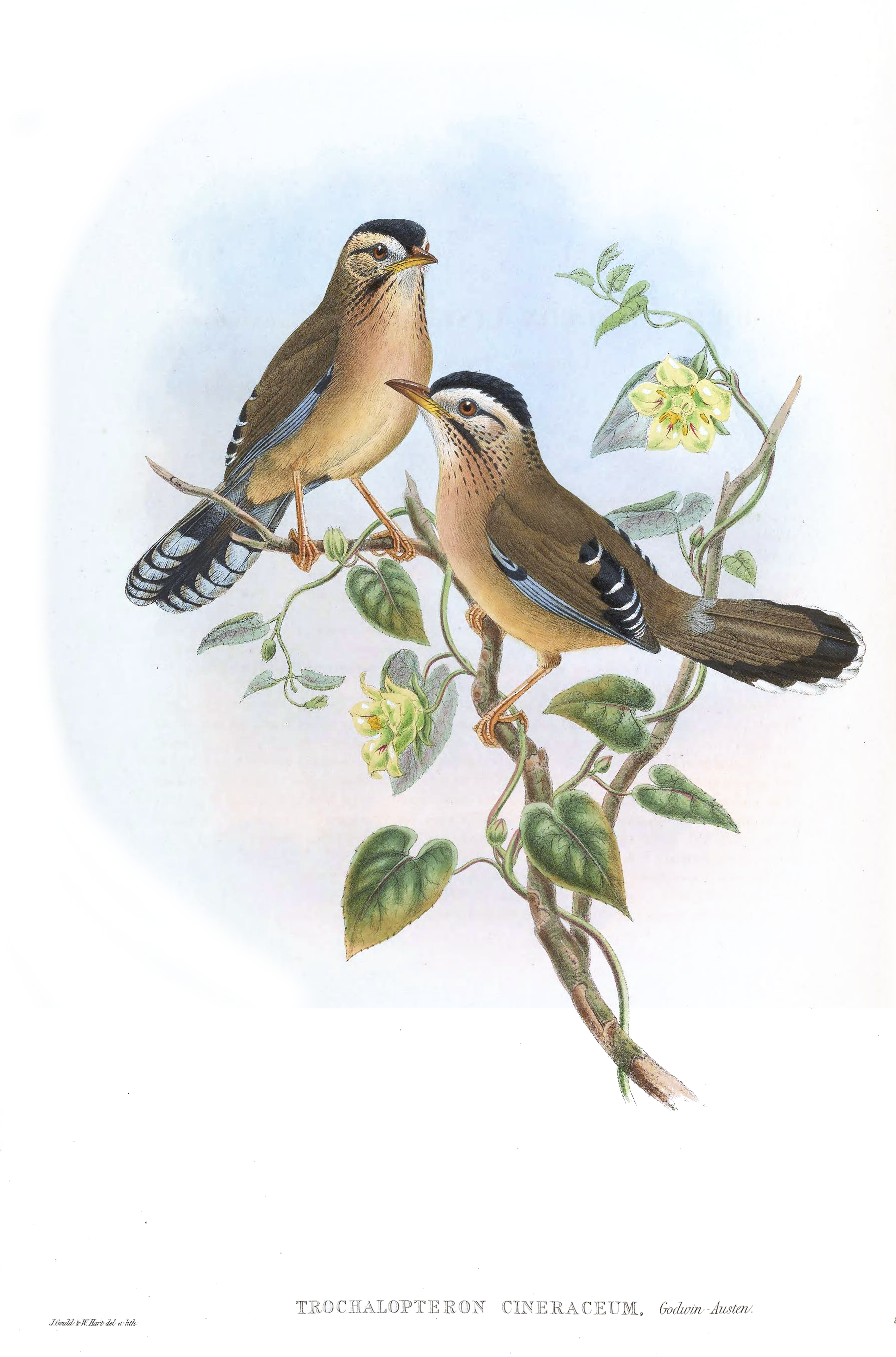
Вусаті чагарниці

Чагарни́ця вусата (Ianthocincla cineracea) — вид горобцеподібних птахів родини Leiothrichidae. Мешкає в М'янмі, Індії і Китаї.

## Опис
Довжина птаха становить 21-24 см. Забарвлення переважно піщано-коричневе, горло і груди бежеві. Тім'я чорне, обличчя білувате, через очі проходять темні смуги, під дзьобом чорні "вуса". Кінчики крил сіруваті, на крилах чорно-білі смужки кінець хвоста чорно-білий. У представників підвиду I. c. cinereiceps тім'я сірувато-коричневе, верхня частина тіла темніша, чорна смуга на очах відсутня, горло і груди світло-винного кольору.

## Підвиди
Виділяють три підвиди:
- I. c. cineracea (Godwin-Austen, 1874) — від Ассаму на південь від Брахмапутри до західної М'янми;
- I. c. strenua (Deignan, 1957) — від північно-східної М'янми до південного сходу провінції Сичуань і північно-західного Юньнаню;
- I. c. cinereiceps (Styan, 1887) — південний Китай (від заходу провінції Сичуань до провінцій Аньхой, Гуаньдун і Чжецзян) Бродячі птахи спостегіралися на півночі В'єтнаму. Інтродукований до Японії (Сікоку).

Деякі дослідники виділяють підвид I. c. cinereiceps в окремий вид Ianthocincla cinereiceps.

## Поширення і екологія
Вусаті чагарниці живуть у вологих тропічних і субтропічних чагарникових заростях і лісах. В Китаї зустрічаються на висоті від 200 до 1750 м над рівнем моря, в Індії — на висоті від 1280 до 1830 м над рівнем моря, в М'янмі — на висоті від 1220 до 2500 м над рівнем моря. 

## Поведінка
Вусаті чагарниці живуть парами або невеликими зграйками. Іноді приєднуються до змішаний зграй птахів разом зі світлоокими гуамеями. Живляться комахами, яких шукають на землі, а також ягодами, насінням і дрібними плодами. Сезон розмноження триває з березня по жовтень. Гніздо чашоподібне, робиться з листя, моху, трави і гілочок, розміщується в чагшарникових або бамбукових заростях. В кладці 2-4 яйця. Вусаті чагарниці іноді стають жертвами гніздового паразитизму великих зозуль.